# Campbellsville (Kentucky)
Campbellsville ist eine Stadt im Bundesstaat Kentucky in den Vereinigten Staaten und der Verwaltungssitz (County Seat) des Taylor County. Entsprechend der Volkszählung im Jahr 2020 hat die Stadt 11.426 Einwohner.

## Geschichte
Die Stadt wurde 1817 gegründet und von Andrew Campbell angelegt, der aus Augusta County, Virginia, zugezogen war. Campbell besaß eine Getreidemühle und eine Taverne und begann 1814 mit dem Verkauf von Grundstücken in Campbellsville. Campbellsville wurde 1848, nachdem Taylor County von Green County abgetrennt worden war, von der staatlichen Legislative zum County Seat ernannt. Die Stadt erklärte sich bereit, den öffentlichen Platz für einen Dollar an das County zu verkaufen, damit ein Gerichtsgebäude gebaut werden konnte.

## Demografie
Nach der Volkszählung von 2020 leben in Campbellsville 11.426 Menschen. Die Bevölkerung teilte sich 2019 auf in 84,2 % Weiße, 7,7 % Afroamerikaner, 1,9 % Asiaten, 0,1 % Ozeanier und 5,7 % mit zwei oder mehr Ethnizitäten. Hispanics oder Latinos aller Ethnien machten 2,2 % der Bevölkerung aus. Das mittlere Haushaltseinkommen lag bei 31.107 US-Dollar und die Armutsquote bei 25,5 %.

## Bildung
Die Campbellsville University, eine private christliche Hochschule befindet sich hier.

## Partnerstädte
- Buncrana, Irland

## Persönlichkeiten
- J. B. Holmes (* 1982), Golfspieler